# Sismo de Benavente de 1909
O Sismo de Benavente de 1909 foi um abalo telúrico que ocorreu no dia 23 de abril de 1909, às 17:05h. Afectou a região ribatejana que abrange os concelhos de Benavente e Salvaterra de Magos, tendo provocado cerca de quatro dezenas de mortos e elevados prejuízos materiais.

## Evento geológico
O sismo teve origem na Falha do Vale Inferior do Tejo, uma falha intra-placa activa e terá atingido uma magnitude Ms = 6.1 na escala de Richter. Foi o mais importante sismo gerado sob o território continental português em todo o século XX, uma vez que o sismo de 1969 (de magnitude superior a 7.0) teve o seu epicentro a SW da costa algarvia.
De acordo com relatos da época, o sismo teve uma duração de 22 segundos. Os mesmos relatos referem que o terramoto se terá desenrolado em duas fases, inciando com um movimento vertical seguido por vários abalos horizontais mais violentos e de maior duração. Ao longo das semanas que se seguiram, sentiram-se várias réplicas com menor intensidade.

## Consequências
O sismo provocou 42 mortos e 75 feridos, distribuindo-se as vítimas mortais do seguinte modo: 30 na freguesia de Benavente, 7 na freguesia de Samora Correia, 3 na freguesia de Santo Estêvão e 2 na freguesia de Salvaterra de Magos.
Para além das perdas humanas, o sismo provocou ainda elevados danos materiais, tanto nas habitações como em edifícios que constituem património municipal, de que são exemplos a Igreja Matriz, a Igreja de Santiago, a Igreja de S. Tomé, a capela de Nª Srª da Paz e os Paços do Concelho.